# Estorm
Estorm és un poble del municipi de Sant Esteve de la Sarga, de la comarca del Pallars Jussà.
És un dels pobles anomenats de la Faixa, i va formar part de la baronia de Castellnou de Montsec fins a la fi de l'antic règim. Es constituí en ajuntament el 1812, seguint les directrius de la Constitució de Cadis; el febrer del 1847 foren suprimits els ajuntaments que tenien menys de 30 veïns (caps de família), i Estorm fou unit a Alsamora, que el 1920 canviava de nom i capitalitat municipal, passant així a l'actual de Sant Esteve de la Sarga.

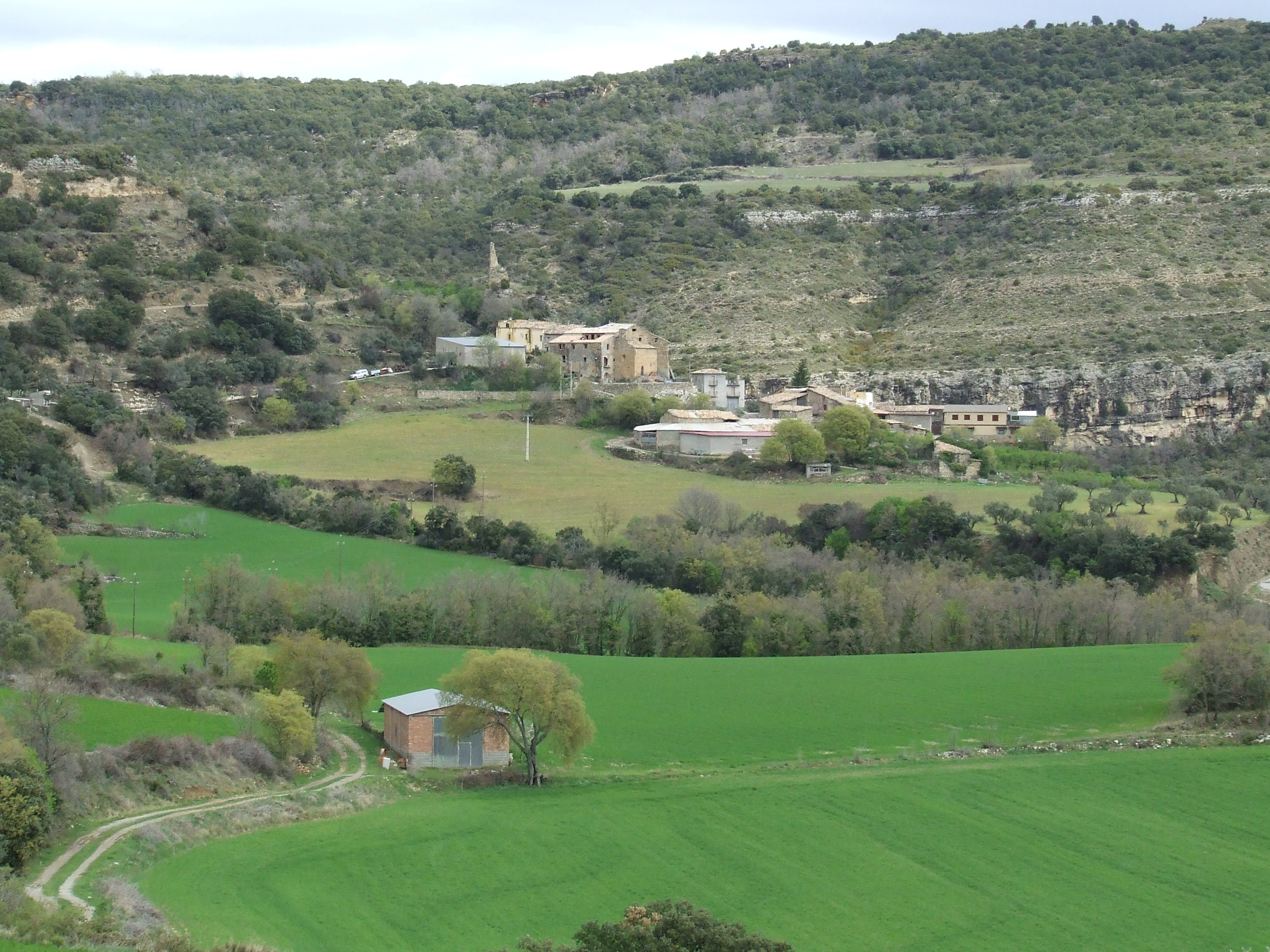
El poble des de Moror (migdia)

De tots els pobles de la faixa, és el que es troba més al sud-est, a llevant de Moror i al nord-oest de les Esplugues. La seva església és romànica, i està advocada a sant Salvador.
El poble té, en el seu lloc més elevat, la Torre d'Estorm, fortificació del segle xi.
Aquest poble té encara una altra església romànica: Sant Salvador de la Serra, tot i que aquesta església originàriament era la d'un poble desaparegut a ran de les pestes i malvestats de principis de l'edat moderna: Vilamolera.
En el fogatjament del 1380 se citen 9 focs (uns 45 habitants) al loch des Torm e de la vila Munera; el 1553, són 5, els focs citats (uns 25 habitants); el 1718 n'hi estan documentats 32; vers 1910, té 26 edificis, amb 44 habitants; el 1970, 23, i el 1980, 25. A principis del segle xxi (2006), n'hi ha 9.
Al Diccionario geográfico… de Pascual Madoz hi ha un article que descriu Estorm. Diu que està situat en el vessant de llevant d'una muntanya molt inclinada, que l'arrecera dels vents de ponent. També queda arrecerada per una altra muntanya dels vents del nord. El clima és una mica fred, però saludable. Té 12 cases situades en un coster, formant una petita plaça, sense empedrar. Al damunt hi ha una torre mig derruïda, i al cim de la muntanya, l'ermita de sant Salvador, on es fa un concorregut aplec cada any. El terreny és muntanyós, calcari, i rocós de pedra sorrenca a la part alta. S'hi cull blat, sègol, ordi, mestall, vi i oli. Hi ha ovelles per a llana, i bestiar per a les feines agrícoles (bous, mules i ases). Hi ha cacera, sobretot de conills, llebres i perdius. Té 9 veïns (caps de família) i 56 ànimes (habitants). Consta com a possessió de la Pabordia de Mur.

El poble clos d'Estorm
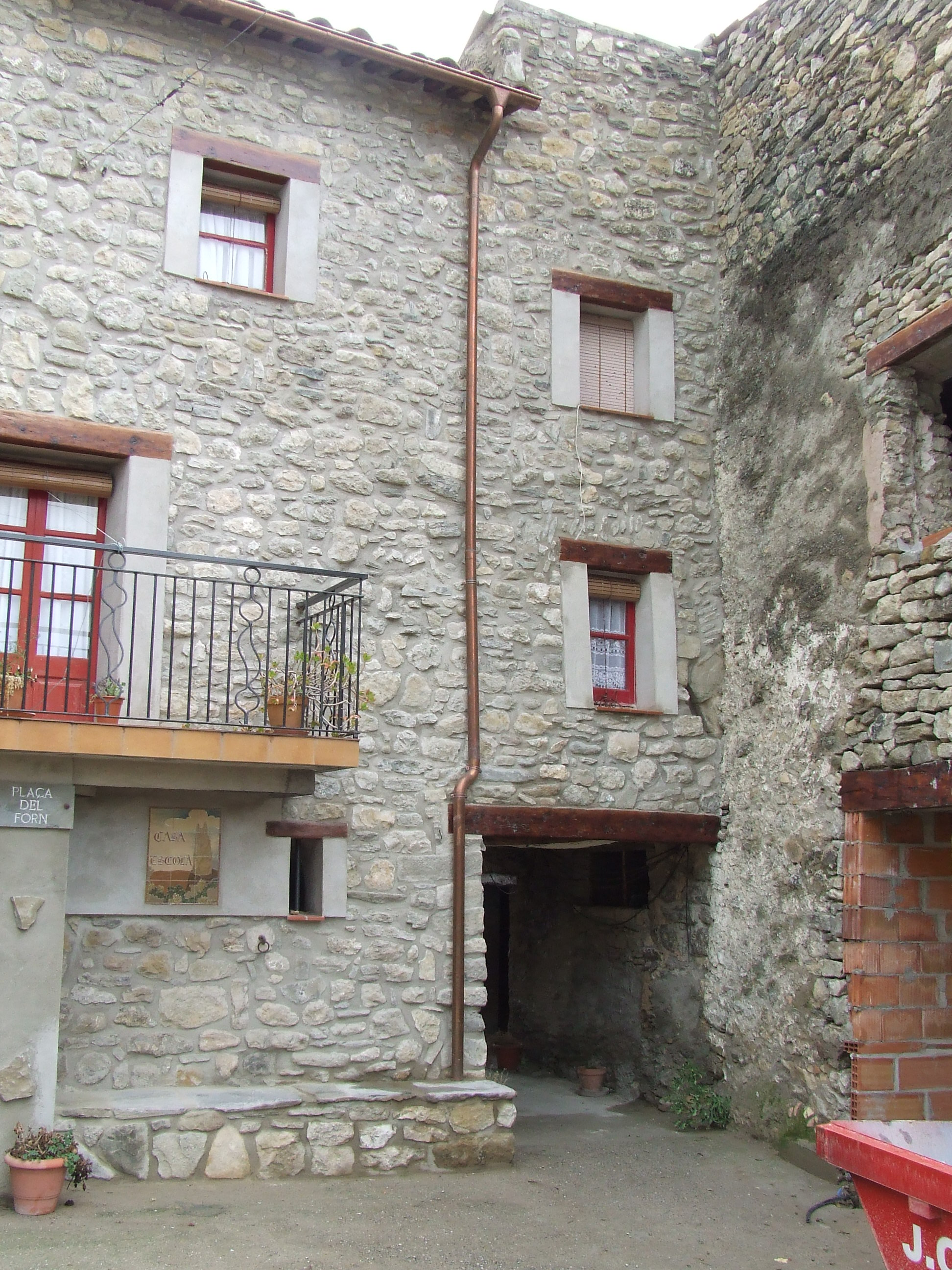
Portal d'entrada al poble clos
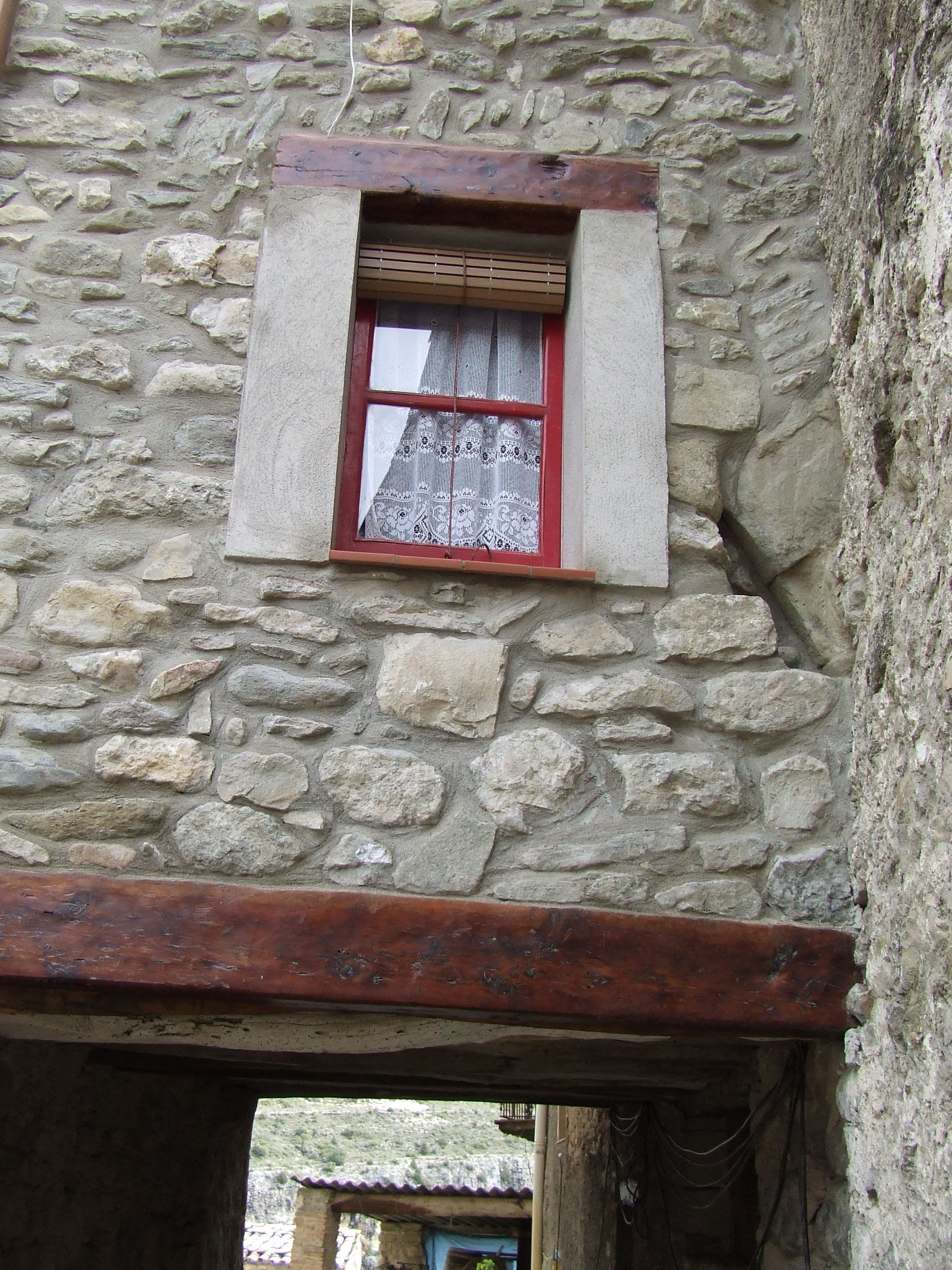
Detall del portal, amb restes de l'arc medieval
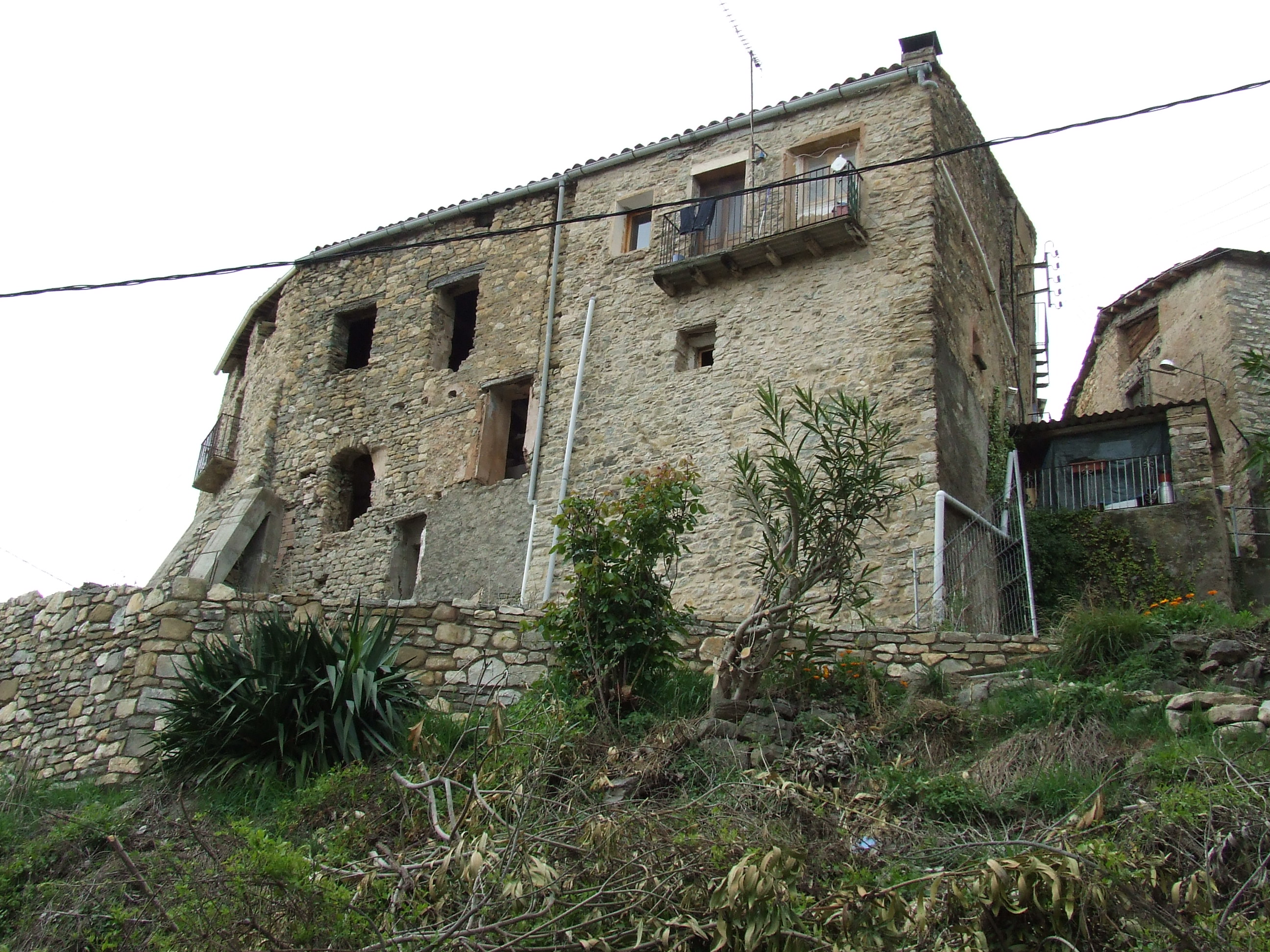
El clos del poble, pel sud-est
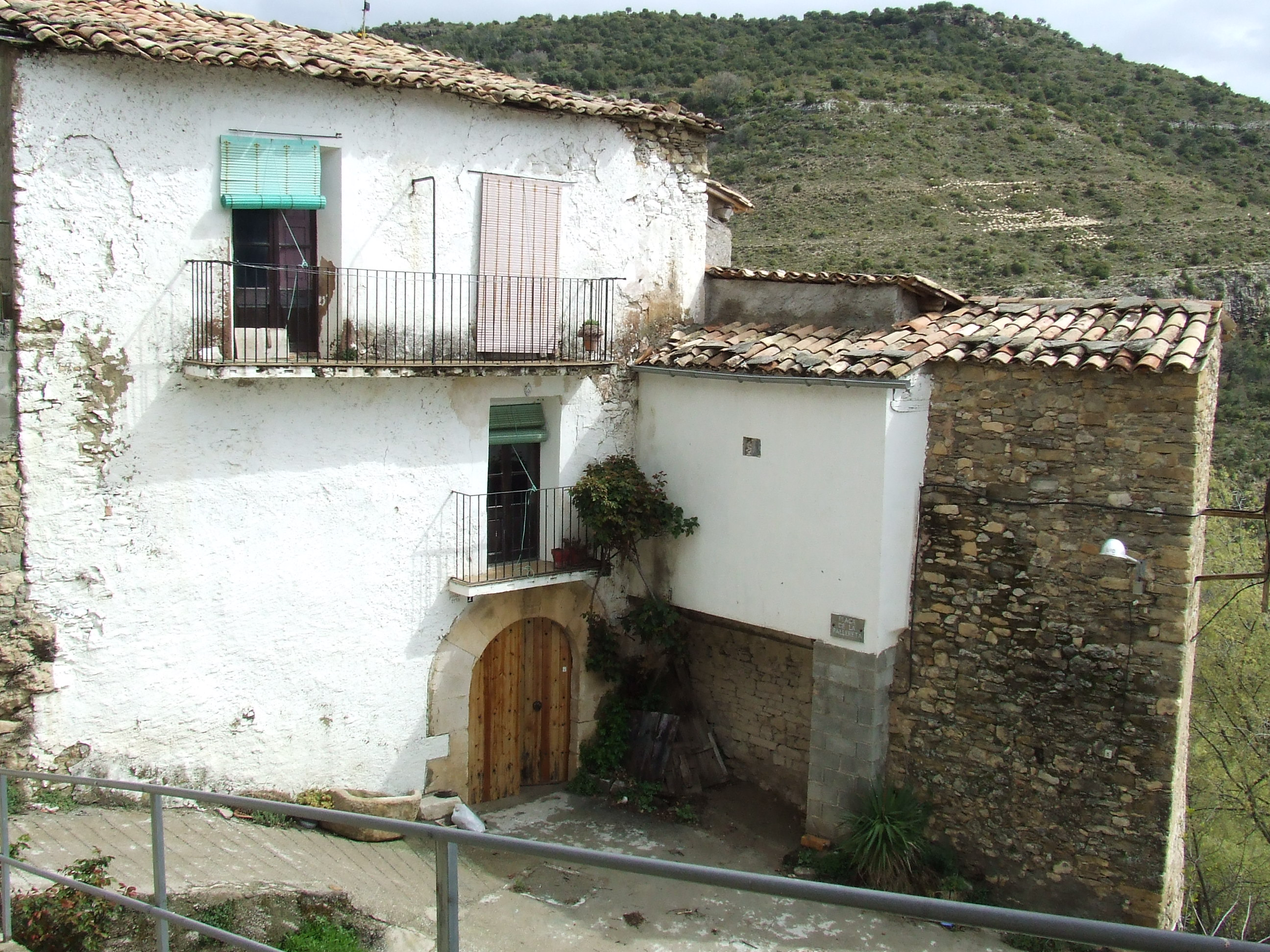
Centre del poble clos: la plaça

La Festa Major d'Estorm se celebra el 6 d'agost, diada de sant Salvador, però des de fa temps es trasllada al festiu més proper per tal de facilitar-hi l'accés als qui ho desitgin. Com a altres llocs de Catalunya, aquell dia s'hi canten els goigs de sant Salvador, que tenen una estrofa que diu:
| «              | El petit poble d'Estorm vos té molta devoció, puix cada any us fa visita amb solemne processó. Perdoneu nostres pecats puix sou lo perdonador. A vostres devots oïu Gloriós Sant Salvador. | » |
| — Goig popular | |   |